# Riesenknabenkraut
Das Riesenknabenkraut (Himantoglossum robertianum, Syn.: Barlia robertiana), auch Roberts Mastorchis genannt, ist eine Pflanzenart Aus der Gattung der Riemenzungen (Himantoglossum) innerhalb der Familie der Orchideen (Orchidaceae).

## Beschreibung

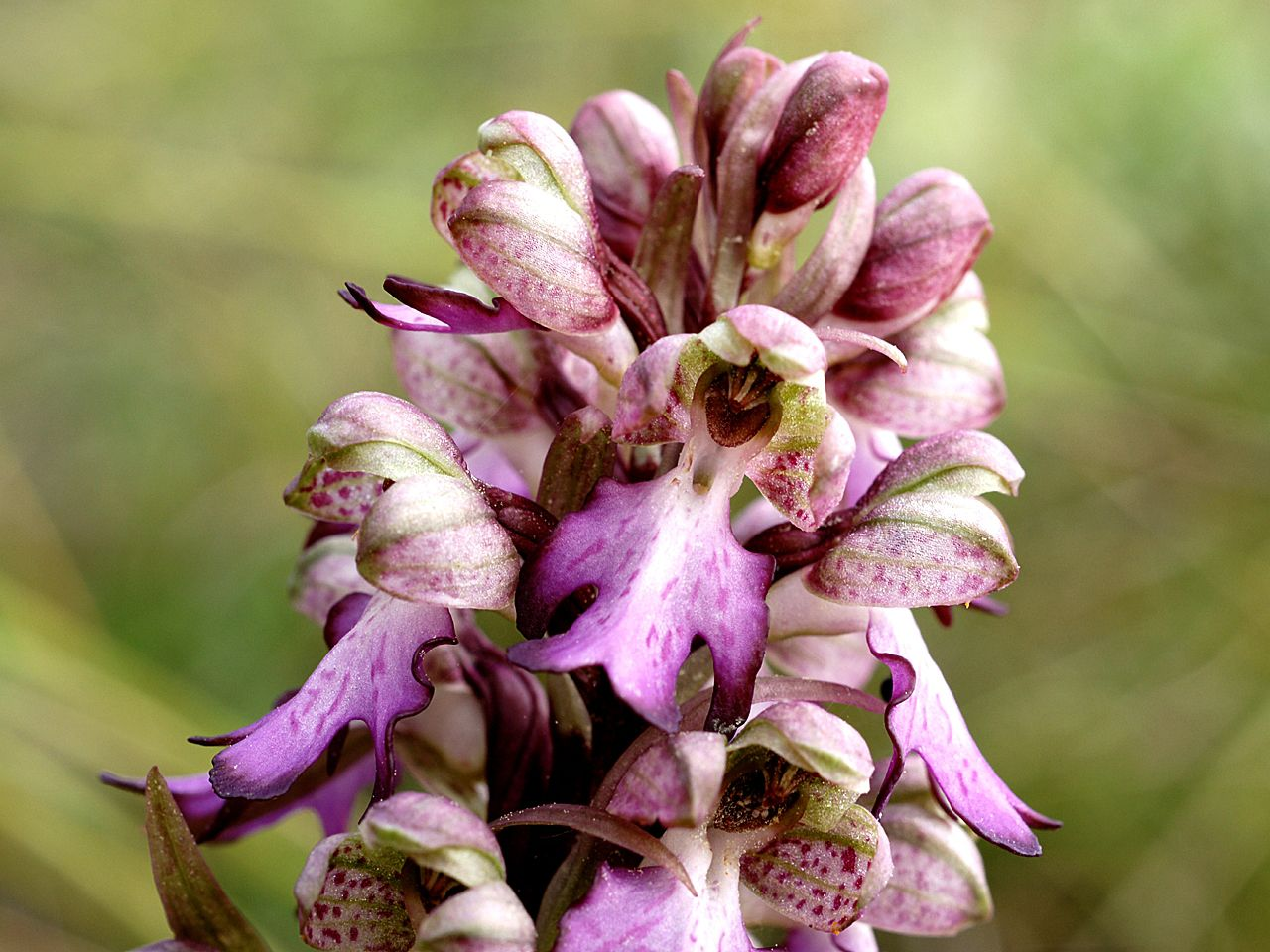
Ausschnitt eines Blütenstandes mit zygomorphen Blüten

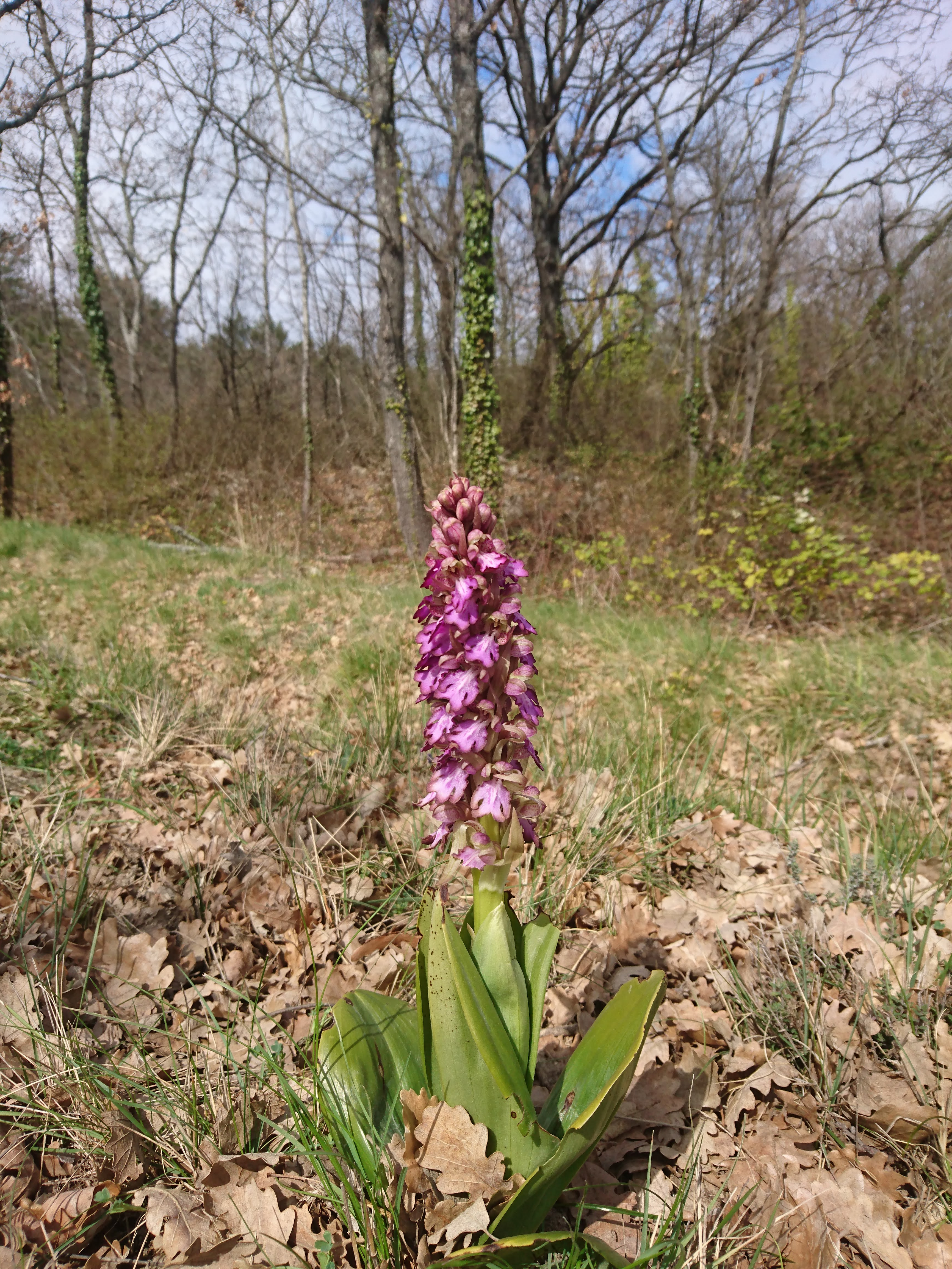
Riesenknabenkraut auf einer Wiese in der Nähe von Gordes (Vaucluse)

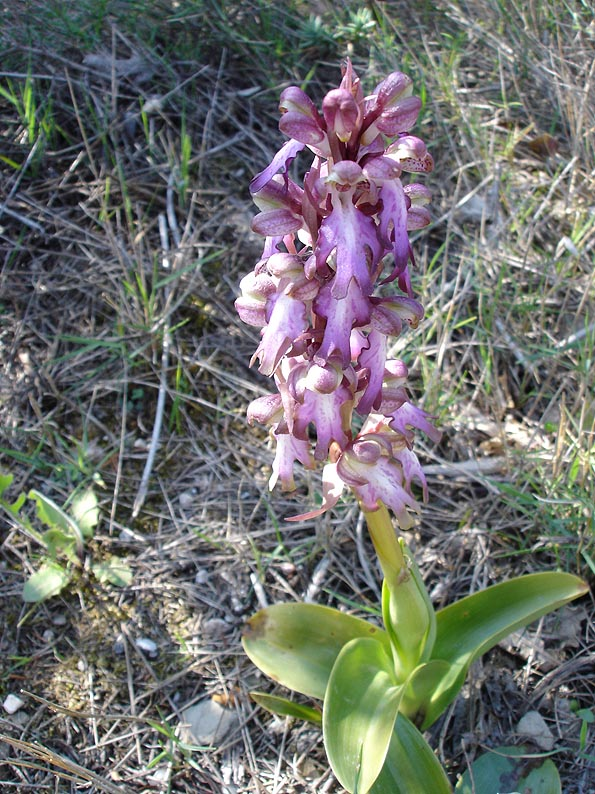
Habitus, Laubblätter und Blütenstand

### Vegetative Merkmale
Beim Riesenknabenkraut handelt es sich um eine ausdauernde krautige Pflanze, die Wuchshöhen von 25 bis 80 Zentimetern erreicht. Als Überdauerungsorgane werden zwei unterirdische ovale Knollen gebildet.
Am Grund des Stängels befinden sich zwei bis vier schuppenförmige Blätter. Es sind nur fünf bis zehn grundständige Laubblätter vorhanden. Die einfache Blattspreite ist glatt, glänzend und bei einer Länge von bis zu 30 Zentimetern sowie einer Breite von etwa 10 Zentimetern länglich-oval. Der Stängel ist blattlos.

### Generative Merkmale
Das Riesenknabenkraut blüht im Allgemeinen in der Zeit von Ende Dezember bis ins Frühjahr. Ein oder zwei schmalere Blätter umfassen den Blütenstängel scheidenähnlich. Der traubige Blütenstand enthält 25 bis 60 dicht beieinander sitzende Blüten. Von den Tragblättern sind die unteren länger als die Blüten. Die zwittrige Blüte ist zygomorph und dreizählig. Die drei Blütenhüllblätter des äußeren Blütenblattkreises sind oval und nach vorne gebogen, das mittlere bildet mit zwei Petalen eine Art Kappe. Die Lippe ist dreilappig, wobei der mittlere Lappen nochmals in zwei lang ausgezogene Zipfel geteilt ist. Am Grund bildet die Lippe einen etwa 0,5 Zentimeter großen Sporn mit einem Nektarium.
Die Chromosomenzahl beträgt 2n = 36.

## Vorkommen
Das Verbreitungsgebiet reicht von Marokko im Westen durch den Mittelmeerraum bis in die südwestliche Türkei und nach Zypern im Osten. Der Verbreitungsschwerpunkt liegt im westlichen Mittelmeerraum. Die Art hat Vorkommen in den Ländern Marokko, Algerien, Tunesien, Libyen, Portugal, Spanien, Frankreich, Italien, im früheren Jugoslawien, in Griechenland, in der Türkei und in Zypern. Auch in Mitteleuropa kommt die Art seit jüngerer Zeit vor. Sie gedeiht auf Halbtrockenrasen und an Gebüschen. Sie wurde in Belgien, in den Niederlanden, in der Schweiz um Genf, im Elsass und in Baden-Württemberg beobachtet. Die ökologischen Zeigerwerte nach Landolt et al. 2010 sind in der Schweiz: Feuchtezahl F = 1+w (trocken aber mäßig wechselnd), Lichtzahl L = 3 (halbschattig), Reaktionszahl R = 4 (neutral bis basisch), Temperaturzahl T = 5 (sehr warm-kollin), Nährstoffzahl N = 2 (nährstoffarm), Kontinentalitätszahl K = 3 (subozeanisch bis subkontinental).
Von Meereshöhe steigt sie bis auf Höhenlagen von 1700 Metern. Auf der Iberischen Halbinsel kommt sie bis 1100 Meter Meereshöhe vor. Die Standorte sind vollsonnig bis halbschattig. Der Boden ist meist basenreich und trocken bis frisch. Ein typischer Standort sind die kalkhaltigen Wiesen des Nationalparks Luberon und der Hochebene des Vaucluse.

## Naturschutz
Das Riesenknabenkraut ist in Deutschland durch die BArtSchV besonders geschützt.

## Taxonomie und Systematik
Die Erstveröffentlichung erfolgte 1807 unter dem Namen (Basionym) Orchis robertiana durch Jean-Louis-Auguste Loiseleur-Deslongchamps in Flora Gallica, ed. 1, Band 2, S. 606. Das Artepitheton robertianum ehrt den französischen Botaniker Gaspard Nicolas Robert. In der Literatur oft zu finden ist der Name Barlia robertiana (Loisel.) Greuter. Die Neukombination zu Himantoglossum robertianum (Loisel.) P.Delforge wurde 1999 durch Pierre Delforge in Naturalistes Belges, Band 80, S. 401 veröffentlicht. Weitere Synonyme für Himantoglossum robertianum (Loisel.) P.Delforge sind: Orchis longibracteata Biv. nom. illeg., Orchis fragrans Ten. nom. illeg., Orchis foliosa Masson ex Ker Gawl. nom. inval., Aceras longibracteatum Rchb.f., Loroglossum longibracteatum (Rchb.f.) Moris ex Ardoino, Barlia longibracteata (Rchb.f.) Parl., Himantoglossum longibracteatum (Rchb.f.) Schltr.
Eine Weile nahm man nur eine nahe Verwandtschaft von Barlia robertiana mit der Gattung der Riemenzungen (Himantoglossum) an. Dort ist sie als Himantoglossum robertianum (Loisel.) P.Delforge akzeptiert.
Himantoglossum robertianum ist eng verwandt mit Himantoglossum metlesicsianum (W.P.Teschner) P.Delforge, die auf Teneriffa und La Palma vorkommt.